# Sachio Nakagoe
Sachio Nakagoe (sinh ngày 20 tháng 10 năm 1965) là một cầu thủ bóng đá người Paraguay.

## Sự nghiệp câu lạc bộ
Sachio Nakagoe đã từng chơi cho Gamba Osaka.